# Betarrés
Betarrés es un núcleo de población español del municipio de Medina de Pomar, perteneciente a la provincia de Burgos, en la comunidad autónoma de Castilla y León.

## Historia
Hacia mediados del siglo XIX, el lugar, por entonces perteneciente al ayuntamiento de Aldeas de Medina, tenía contabilizada una población de veintitrés habitantes. Aparece descrito en el cuarto volumen del Diccionario geográfico-estadístico-histórico de España y sus posesiones de Ultramar de Pascual Madoz con las siguientes palabras:

BETARRES: ald. en la prov., dióc., aud. terr. y c. g. de Burgos (14 1/2 leg.), part. jud. de Villarcayo (3 1/2), ayunt. de Aldeas de Medina; nombrando para su gobierno interior 2 regidores y un fiel de fechos: sit. en una cuesta que bate con libertad el viento O.; la domina por el E. un cerro que se enlaza con otros por intermedios de vallejos y collados aislados: está bien ventilada y su clima es sano. Se compone de 40 casas de 20 á 30 pies de altura, las mas con piso alto y formando calles mal empedradas y sucias: tiene una igl. unida con la de Quintanamacé, cuyo cura párroco nombrado por el arz. de Burgos, en patrimoniales, dice segunda misa en esta última: cementerio en parage que no perjudica á la salubridad pública y una fuente de cristalinas y abundantes aguas. Confina el térm. por N. Gobantes; E. Criales; S. Aél, y O. Bóveda de la Rivera, dist. sus lím. de 1/2 á 1/4 de hora: el terreno es de mediana calidad, fuerte en los vallejos y delgado en las cuestas: se divide en tres suertes: la primera con 90 fan. de sembradura, 150 la segunda y 200 la tercera: en la parte inculta se encuentran algunos encinares, robles y buenos pastos para el ganado; riega algunas tierras un abundante arroyo de curso perenne, que pasa á 1 1/4 de hora O. de la pobl.: no existen otros caminos que los de servidumbre y la correspondencia se recibe de Medina de Pomar. prod. trigo, cebada, centeno, yeros, avena y legumbres; ganado lanar, cabrio, vacuno, caballar y mular; caza de perdices, liebres, zorros y lobos. La agricultura y ganaderia son la principal ocupacion de sus hab.; tambien se importan granos y otros efectos de que carece. pobl. 6 vec., 23 alm. cap. prod.: 125,210 rs. imp.: 11,799. contr. con el ayunt. (V.)
(Madoz, 1846, p. 297)

En la actualidad, pertenece al municipio de Medina de Pomar. En 2022, el núcleo de población tenía empadronados dos habitantes.